# Chaetosciara pendleburyi
Chaetosciara pendleburyi är en tvåvingeart som först beskrevs av Edwards 1928.  Chaetosciara pendleburyi ingår i släktet Chaetosciara och familjen sorgmyggor. Inga underarter finns listade i Catalogue of Life.